# Mansoura (Mostaganem)
Mansoura è un comune dell'Algeria, situato nella provincia di Mostaganem.